# 武漢音楽学院
武漢音楽学院（ぶかんおんがくがくいん、英語: ）は、湖北省武漢市武昌区に本部を置く中華人民共和国の音楽大学。1920年創立、1985年大学設置。

## 沿革・概要
前身は1920年創設の武昌芸術専門学校である。1965年に武昌芸術専門学校が閉校するに従い、音楽学科が武漢音楽学院、美術学科が湖北美術学院として新たに開校。そして1971年には、武漢音楽学院、湖北美術学院、湖北省演劇学校が合併し、湖北芸術学院として開校。しかし1985年に再び閉校し、音楽学科が武漢音楽学院として、美術学科が湖北美術学院として再度開校し現在に至る。

## 学部・学科
- 研究生部、社会科学部、継続教育学院、附属中学校、附属小学校
- 作曲科、音楽学科、中国器楽科、ピアノ科、管弦科、声楽科、舞踏科、音楽教育学院、演芸学院

## 教育体制
教員数は約450人、学生数は約5700人。